# Biuretová reakce

Měďnatý komplex vznikající během reakce

Biuretová reakce je reakce, při níž se dokazuje bílkovina pomocí směsi roztoků hydroxidu sodného (NaOH) a síranu měďnatého (CuSO4). Bílkovina se při důkazu zbarví modrofialově.
Biuretovou reakcí se dokazují peptidové vazby, kterými se navzájem vážou aminokyseliny. Ty tvoří v alkalickém prostředí se solemi mědi charakteristicky barevný komplex (navzdory názvu však při reakci sloučenina biuret, HN(CONH2)2 nevzniká).
Do zkumavky se dají asi 2 ml odfiltrovaného mléka, přidá se přibližně 10% roztok hydroxidu sodného, alespoň 1 ml, aby se směs silně zalkalizovala. Poté se přidá po kapkách roztok síranu měďnatého a směs se lehce promíchá skleněnou tyčinkou; poté se vloží do zkumavky a pozvolna zahřívá. Reakcí by měl vznikat biuret odlišné barvy.